# Christuskirche (Innsbruck)

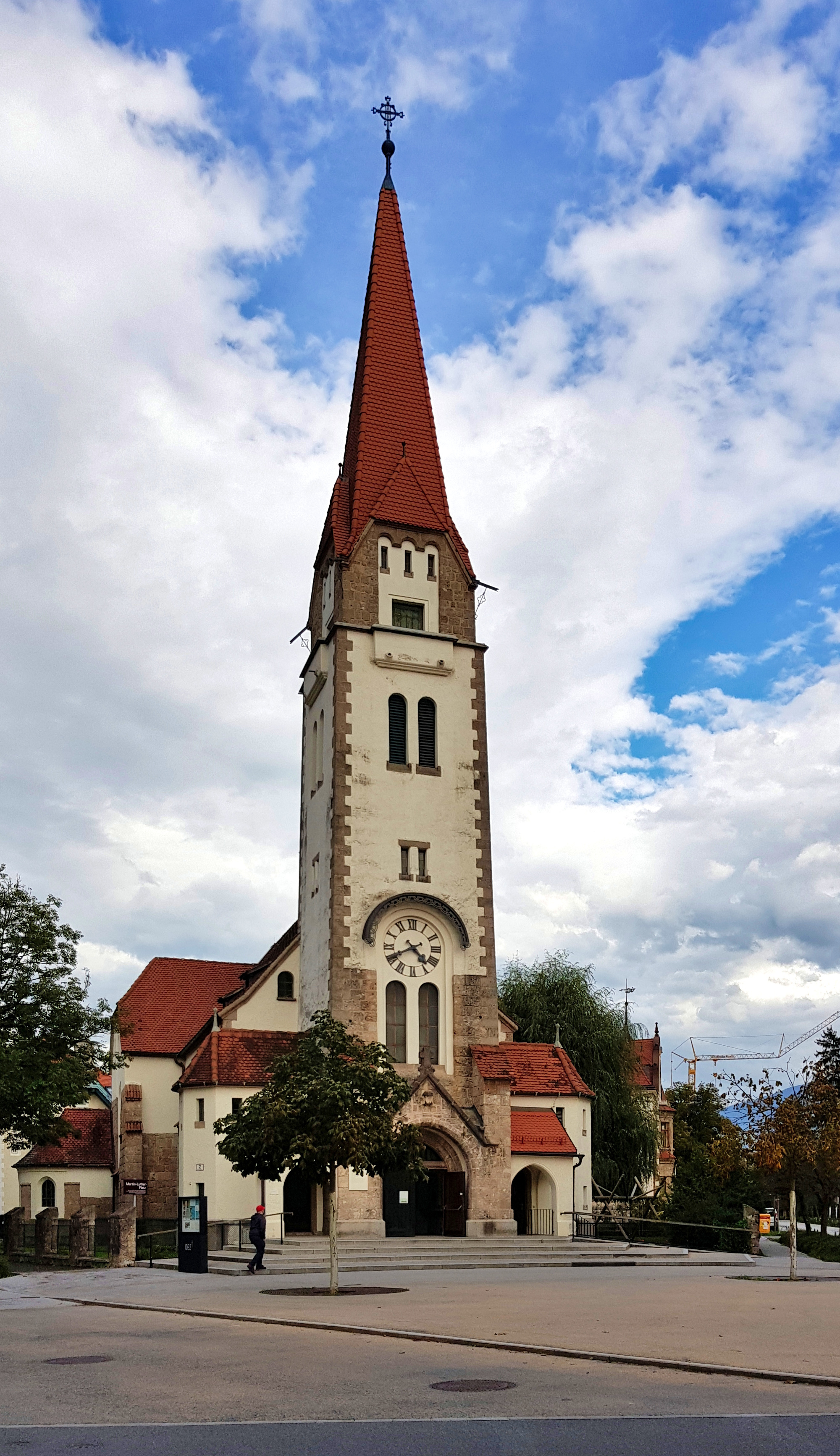
Fassadenturm und Hauptportal

Die Christuskirche ist eine evangelische Kirche im Stadtteil Saggen in der Landeshauptstadt Innsbruck in Tirol, die 1905–1906 errichtet wurde. Sie ist die Hauptkirche der Evangelischen Superintendentur Salzburg und Tirol und steht unter Denkmalschutz.

## Geschichte

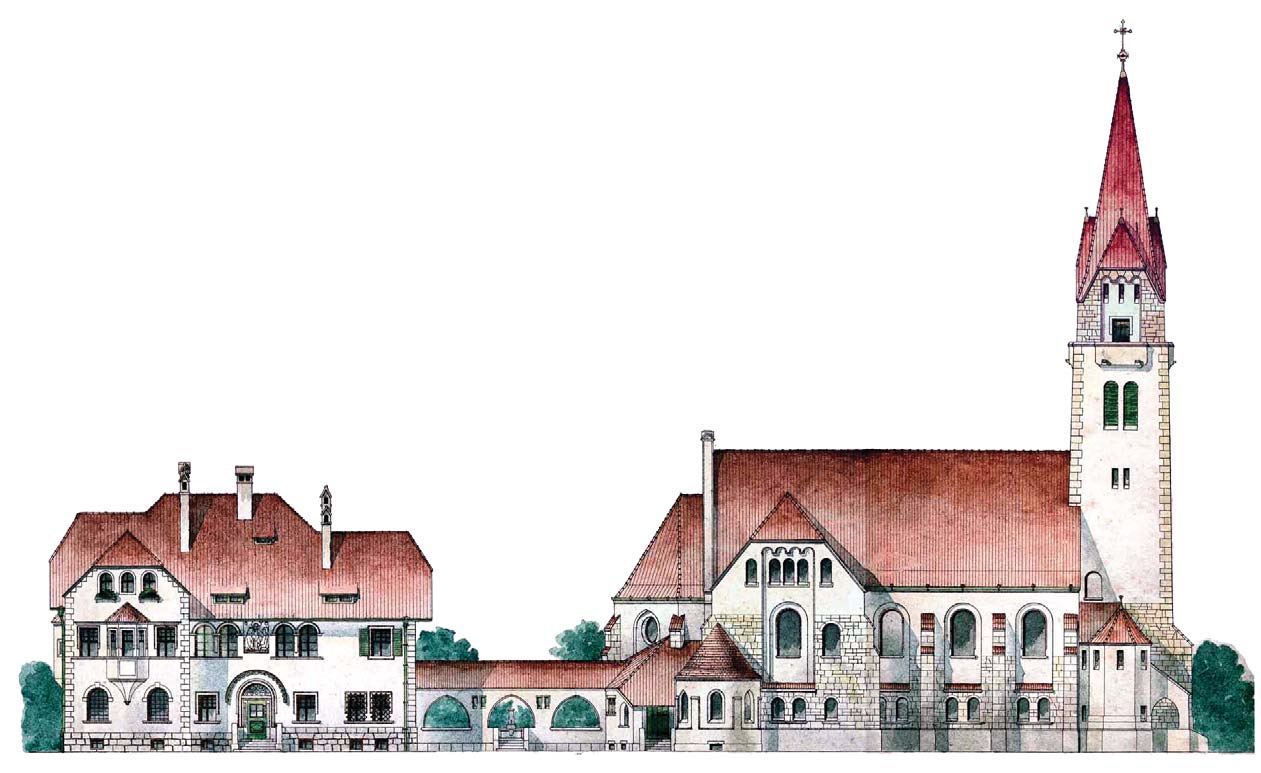
Entwurf für Christuskirche und Pfarrhaus (1906)

Mit dem 1861 erlassenen Protestantenpatent erhielt die evangelische Kirche im Kaisertum Österreich weitgehend die gleichen Rechte wie die katholische. 1869 konstituierte sich die „Protestantische Glaubensgenossenschaft in Innsbruck“. Aufgrund der Widerstände des Landes durfte sie zunächst nur häusliche Gottesdienste abhalten. 1875 gestattete das Ministerium die Gründung protestantischer Gemeinden in Tirol, am 28. Jänner 1876 konstituierte sich die „Evangelische Kirchengemeinde A. und H.B., Innsbruck“, wenige Tage vor der in Meran. 1879 erwarb die Gemeinde die aufgelassene k.k. Normal-Schule in der Kiebachgasse in der Altstadt, in deren Kapelle nun die Gottesdienste abgehalten wurden. In den darauffolgenden Jahren wuchs die Gemeinde auf über 1000 Mitglieder, sodass ab 1895 ein Kirchenneubau geplant wurde. 1896 richtete Pfarrer Arnold Wehrenfennig einen Baufonds ein, der durch Spenden, insbesondere aus den protestantischen Gegenden Deutschlands, gefüllt wurde. Die Stadt Innsbruck stellte einen Grund im neu bebauten Stadtteil Saggen zur Verfügung. Bei einem Architekturwettbewerb wurden 86 Entwürfe eingereicht, unter denen der Entwurf der Wiener Architekten Clemens Kattner und Gustav Knell ausgewählt und von Josef Retter ausgeführt wurde. Im Frühjahr 1905 erfolgte der erste Spatenstich, schon im Juli konnte die Firstfeier begangen werden, am 20. Mai 1906 wurde die Kirche mit einem Gottesdienst eingeweiht.
1953 wurde die Kirche neu ausgemalt und mit Fresken von Toni Kirchmayr versehen. 1975 sollten Altar, Kanzel und Bänke abgebaut und Sessel halbkreisförmig um den vorgezogenen Altarraum angeordnet werden, nach Widerständen in der Gemeinde wurde die Kirche aber lediglich innen und außen renoviert und die Gemälde und Bibelsprüche übertüncht. 2006 wurde die Christuskirche schließlich in ein „offenes evangelisches Zentrum“ umgewandelt. Dafür wurde der Kirchenraum saniert und tiefgreifend verändert.
Von 1962 bis 1964 wurde die Auferstehungskirche in der Reichenau als zweite evangelische Kirche in Innsbruck erbaut. Sie wurde 1968 als Tochtergemeinde aus der Muttergemeinde der Christuskirche ausgegliedert und 1970 selbstständige Pfarrgemeinde.

## Architektur

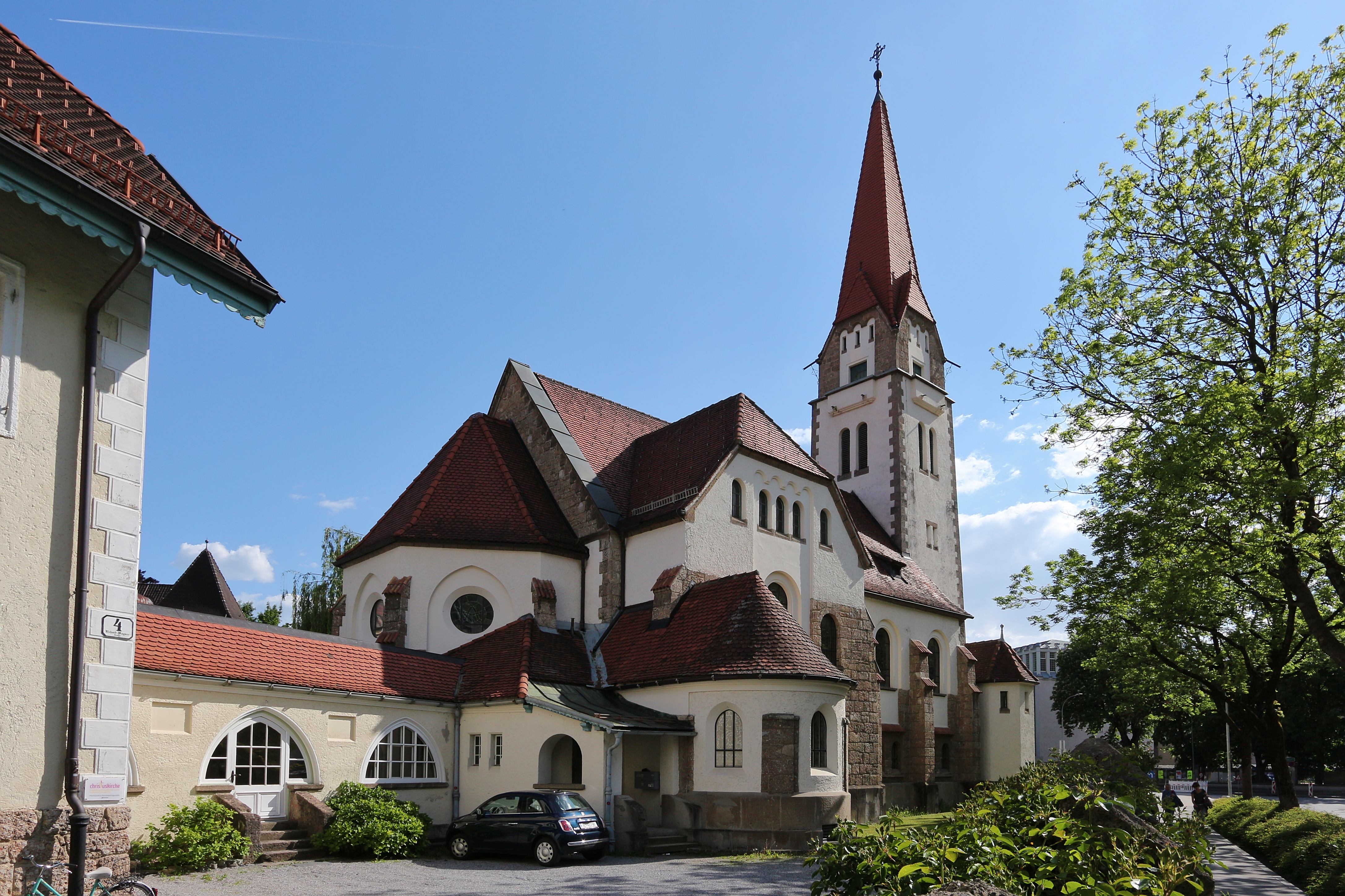
Christuskirche von Norden

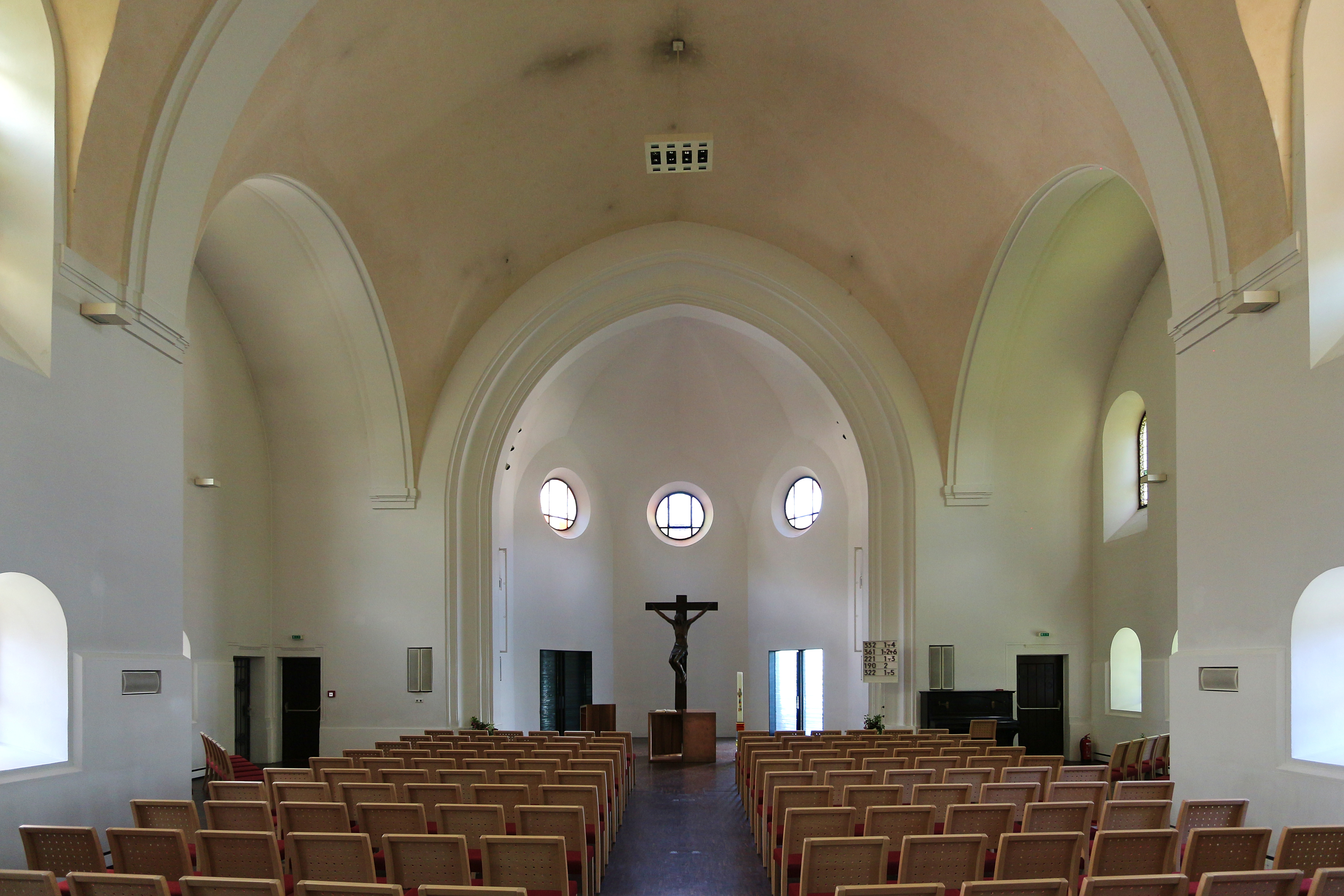
Innenraum

Der neugotische Kirchenbau zeigt auch neuromanische Elemente wie Tonnengewölbe und Rundbögen. Das einschiffige Langhaus mit einem seichten Querschiff hat im Westen einen hohen, sich nach oben verjüngenden Fassadenturm mit einem Spitzhelm, der den davor liegenden Martin-Luther-Platz beherrscht. Die Fassade ist durch den Wechsel von glatten, weiß verputzten Mauerflächen mit steinsichtigen Mauern aus Höttinger Breccie, die einzelne Wandbereiche zusammenfassen und akzentuieren, gekennzeichnet und weist damit Anklänge an den Heimatstil auf. Nördlich ist eine halbkreisförmig abgeschlossene Taufkapelle angebaut. Über dem Portal befindet sich die Skulptur Kopf Christi von Alexander Illitsch.
Das Kircheninnere hat im Emporenjoch eine Vorhalle mit einem Kreuzgratgewölbe, das Hauptschiff hat ein Stichkappengewölbe, das niedrigere Querschiff ein Tonnengewölbe, der Chor ein Faltgewölbe. Die Glasmalerei im Hauptschiff zeigt Szenen aus der Bibel und der Geschichte des Protestantismus, die von der Tiroler Glasmalereianstalt 1912/1914 nach Entwürfen des Malers Bernard Rice geschaffen wurden. Die Glasmalerei im nördlichen Querhaus zeigt Porträts der Reformatoren Huldrych Zwingli, Martin Luther und Philipp Melanchthon von der Werkstatt Zettler in München (1907). Die Glasmalerei in der Taufkapelle zeigt Taufszenen und Ornamentfenster im Jugendstil von der Tiroler Glasmalereianstalt (1911/1912) nach Entwürfen von A. Payr. Die Malereien von 1953 wurden 1975 übertüncht.

## Ausstattung

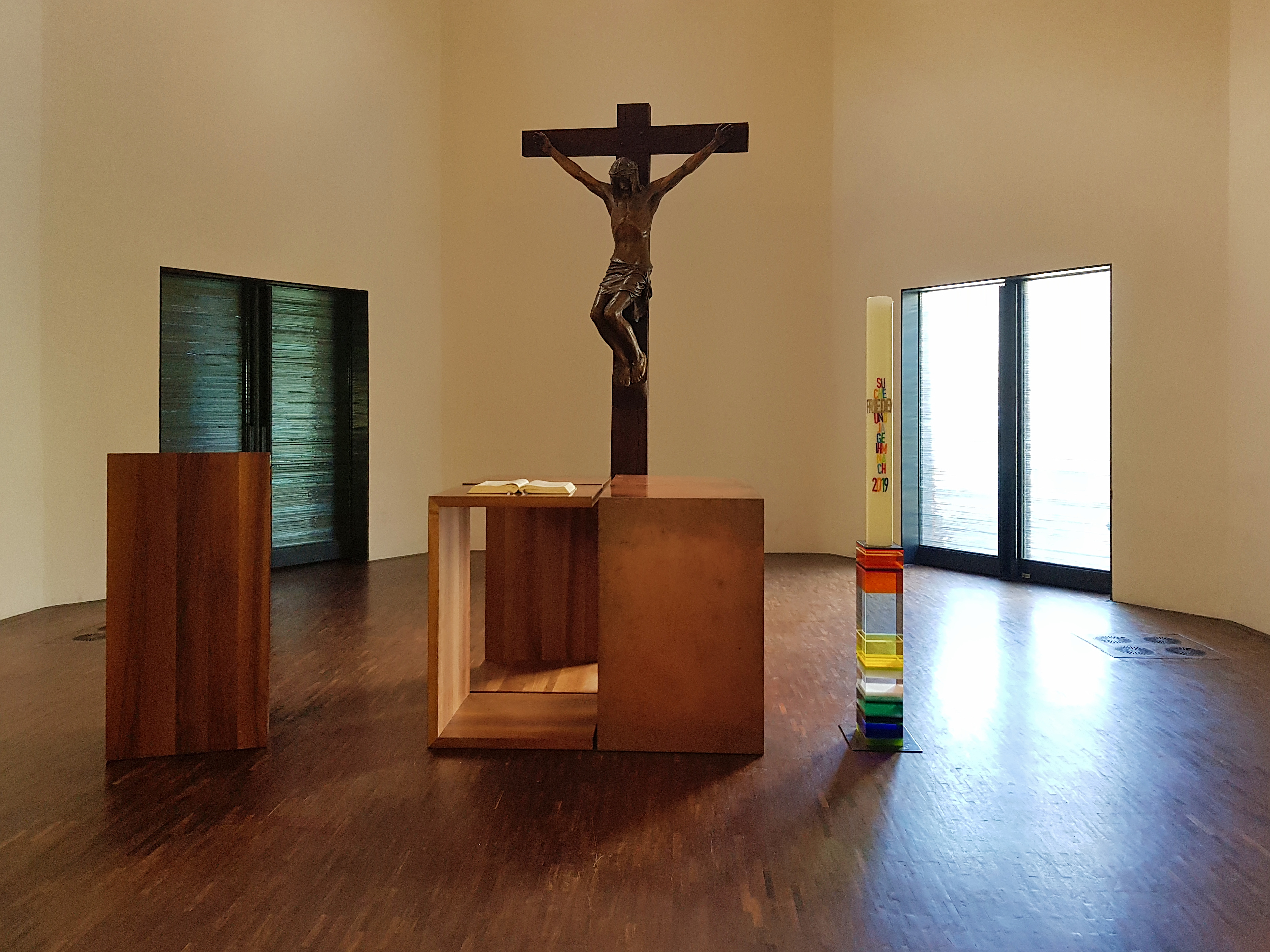
Altarraum

Die Marmor-Kanzel entstand nach einem Entwurf der Architekten. Am Altar befand sich ein Kruzifix von Alexander Illitsch.
Bei der Umgestaltung 2006 wurde der Raumeindruck der Kirche stark verändert. Die Apsismauer wurde mit zwei großen Türöffnungen versehen, das Gestühl wurde entfernt und durch eine mobile Bestuhlung ersetzt. Ebenso entfernt wurden die Stufen im Presbyterium sowie Altar und Kanzel. Das Kruzifix wurde versetzt. Die massiven Eingriffe in die Bausubstanz und die Einrichtung mussten vom Denkmalamt toleriert werden, da zwingende liturgische Gründe vorgebracht wurden.

### Orgel

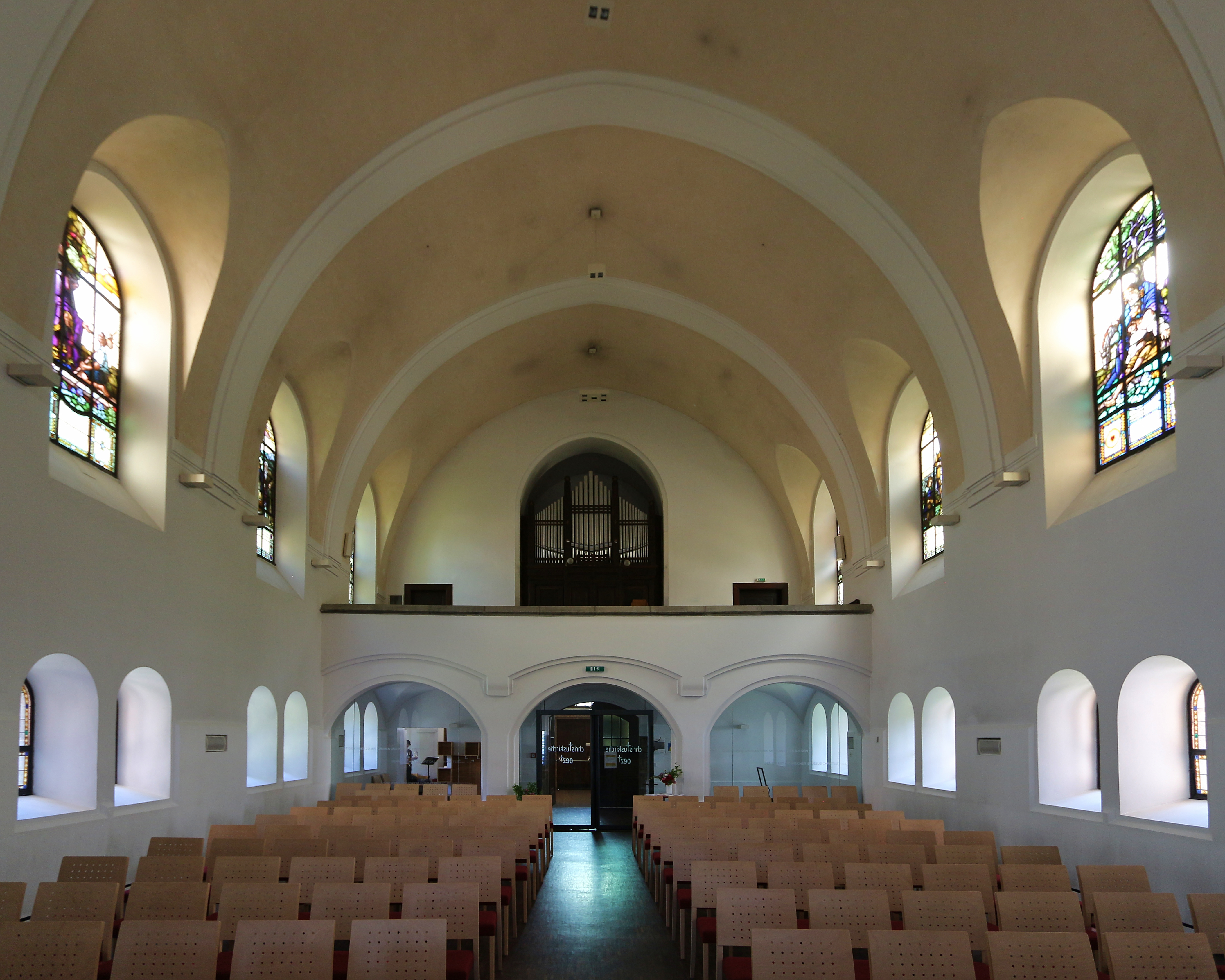
Blick zur Orgel

Die Orgel wurde 1906 von der Orgelbauwerkstatt G. F. Steinmeyer & Co. (Oettingen) erbaut. Das Instrument besitzt 10 Register, verteilt auf zwei Manuale und Pedal, und hat ein automatisches Piano-Pedal im zweiten Manualwerk. Es ist das einzige Orgelwerk, das die Werkstatt Steinmeyer für Tirol erbaut hat.
| I. Manual C– |                  |       |
| 01.          | Principal        | 8′    |
| 2.           | Viola di Gamba 0 | 8′    |
| 3.           | Tibia            | 8′    |
| 4.           | Octav            | 4′    |
| 5.           | Mixtur           | 2 ⁄3′ |

| II. Manual C– |                    |    |
| 06.           | Geigen-Principal 0 | 8′ |
| 07.           | Salicional         | 8′ |
| 08.           | Vox coelestis      | 8′ |
| 09.           | Gedeckt            | 8′ |
| 10.           | Flöte              | 4′ |

- Koppel: Suboctav-Copula II/I, Manual-Copula II/I, Pedal Copula II/P, Pedal Copula zum 1. Manual

### Glocken
Von den vier Glocken (e´, g´, a´, h´), die bis 1942 im Kirchturm hingen, läutet heute nur noch die Glocke 3 im Turm. Seit Jahren besteht das Vorhaben, das Geläut wieder zu vervollständigen.